# Murasaki Yamada
Murasaki Yamada (やまだ 紫 Yamada Murasaki?, 5 de septiembre de 1948 – 5 de mayo de 2009) fue una dibujante de manga, ensayista feminista y poeta japonesa. Estuvo asociada con la revista de manga alternativo Garo.

## Biografía
Nació en Taishidō, Setagaya, Tokio con el nombre Mitsuko Yamada, el 5 de septiembre de 1948. Comenzó a dibujar cuando era niña. Vivió con sus abuelos, separada de su madre y hermana, aunque todos vivían en Taishidō. Su padre murió de tuberculosis. Desde 1963 asiste al instituto Fujimigaoka, y toca en una banda, "Weeping Love Strings", con otros cuatro miembros. Se casó con uno de ellos en octubre de 1971 y los dos se mudaron a un apartamento danchi en Takashimadaira.
Publicó poesía bajo el seudónimo "Murasaki Neko", que evolucionó a simplemente "Murasaki". Según Ryan Holmberg, traductor de Una mujer de espaldas al inglés, el nombre "Murasaki" recuerda al de Murasaki Shikibu. La hija de Yamada, Yū Yamada, añadió que a Yamada le gustaba el color del tinte púrpura del lithospermum erythrorhizon, también conocido como "murasaki". Yamada tenía aprecio por los gatos, algo que se ve reflejado en su obra.
Debutó como mangaka profesional en 1969 en COM, la revista vanguardista de manga. Esto fue después de recibir una formación artísitca formal. Cuando COM dejó de publicarse, se dedicó a trabajar en la revista Garo. Su primer relato en Garo fue "Oh, los caminos del mundo" (ああせけんさまAa Seken-sama ) en 1971. Gracias a otro relato, "Cuando el viento sopló" (風の吹く頃Kaze no fuku koro ), se le fue otorgada una mención de honor en el Big Comic Award, asociado a la revista Big Comic. Después de esto, dejó en pausa su vida profesional a causa de su matrimonio y para cuidar de sus hijos. Volvió a Garo en 1978, y además empezó a publicar ensayos, poesía e ilustraciones en revistas literarias. Entre 1981 y 1984 publicó la serie de manga feminista Una mujer de espaldas en Garo; esta trata sobre ser ama de casa, un matrimonio fallido y las dificultades de cuidar a los hijos.
Se separó de su primer marido en 1981, finalizando el divorcio en 1983. Acusó a su marido de violencia doméstica.
Yamada se postuló para un escaño en las elecciones de la Cámara de Consejeros de Japón de 1989 como parte de la organización política Chikyū Club. Tanto ella como el resto de su partido perdieron. Fue la única vez que se presentó como candidata a un cargo público.
A partir de 2006, se dedicó a la enseñanza en la Facultad de Manga de la Universidad Seika de Kioto. En 2007 se trasladó a Kioto.
Se casó con Chikao Shiratori, cambiando su nombre legalmente a Mitsuko Shiratori (白取 三津子 Shiratori Mitsuko?).  Conoció a Shiratori en 1984. Se mudó a su residencia en 1985 o 1986, y se casaron en 2002.
Yamada falleció en el Hospital de Kioto el 5 de mayo de 2009, a los 60 años, a causa de una hemorragia intracerebral.

## Estilo
Sus obras se describen como "novelas del yo" gráficas..

## Influencia
Frederik L. Schodt consideraba que su obra era de gran importancia por su mensaje feminista, poco común en el manga shōjo. Yamada fue una influencia para Hinako Sugiura y Yōko Kondō, quienes fueron asistentes suyas. Ellas tres eran llamadas "Las tres chicas Garo" (ガロ三人娘Garo san'nin musume ), traducido por Ryan Holmberg (traductor de Una mujer de espaldas) como "tres hijas de Garo"; Holmberg argumenta que el apodo vincula a las mujeres a la familia, algo que no se hacía con los mangaka hombres, por lo que este apodo muestra sexismo.

## Obras
| Título                                                                                         | Fecha de publicación          | Notas |
| ---------------------------------------------------------------------------------------------- | ----------------------------- | --- |
| "Mi mano izquierda..." (ひだり手の... Hidari te no...)                                         | Mayo de 1969                  | Publicada en COM. |
| "No me toques" (鳳仙花 Hōsenka)                                                                | Julio de 1969                 | Publicada en COM. |
| "Eso es mío" (あれわわたしの Are wa watashi no)                                                | Octubre de 1969               | Publicada en COM. |
| "Poemas al empíreo" (Sora e no uta)                                                            | Marzo hasta diciembre de 1970 | Una recopilación de poemas ilustrados, publicada en COM. |
| "Mi amante" (わたしの恋人 Watashi no koibito)                                                  | Mayo de 1970                  | Publicada en la revista Funny. Uno de sus dos manga shōjo. |
| "Tengo una pregunta" (しつもんがありんす Shitsumon ga arimasu)                                 | Agosto de 1970                | Publicada en COM. |
| "Oh, los caminos del mundo" (ああせけんさま Aa Seken-sama)                                     | Febrero de 1971               | One-shot en Garo |
| "Gatos atrevidos" (性悪猫 Shōwaruneko)                                                         | Marzo de 1973                 | Publicada en Apple Core (アップルコア). En 1978 se publicó en Garo una versión con nuevas ilustraciones. |
| "Cuando el viento sopló" (風の吹く頃 Kaze no fuku koro)                                        | 15 de mayo de 1973            | Publicada en Big Comic |
| "Mi estrella azul" (わたしの青い星 Watashi no aoi hoshi)                                       | Septiembre de 1978            | One-shot en Gals Life (ギャルズライフ). Es una obra shōjo publicada bajo el nombre Mitsuko Nagatsuki (九月三津子 Nagatsuki Mitsuko) para ocultar a su marido su regreso al manga. Este seudónimo está formado por su nombre y Nagatsuki, que se refiere al mes de su nacimiento. |
| Gatos atrevidos (性悪猫 Shōwaru-Neko)                                                          | Agosto de 1980                | Publicado por Seirindō. |
| Una mujer de espaldas (しんきらり, Shin Kirari)                                                | 1981–1984                     | Una historia slice-of-life sobre una madre y esposa que se percata de su matrimonio fallido. Serializada en Garo, publicada en 2 volúmenes por Seirindō. Traducida al español por Salamandra Graphic y al inglés por Drawn & Quarterly, entre otros idiomas.                     |
| Dontachi to yamaneko (鈍たちとやま猫)                                                          | Octubre de 1981               | Publicado por Seirindō. |
| Una llama azul, conocido en Japón como Un reluciente color pálido (ゆらりうす色 Yurari Usuiro) | 1983-1984                     | Publicado en Comic Morning, y en formato de libro por Kodansha. En 1986 fue adaptado en una película titulada Bed In (ベッド・イン). Publicada en inglés por Drawn & Quarterly en la recopilación Second Hand Love.                                                              |
| Un gato observa desde los árboles (Ki no ue de neko ga miteru)                                 | 1983-1992                     | Publicado en La Mer. |
| Su majestad, el Sr. Goldfish (Kingyō no tonosama)                                              | 1984-1985                     | Publicado en Comic Baku. |
| El peso de la felicidad(しあわせつぶて Shiawase tsubute)                                       | 1984-1985                     | Publicado en Shinsen. |
| Así es como los gatos han venido y se han ido (Kōshite neko ga fuetari hettari)                | 1985-1986                     | Publicado en Garo. |
| Amor de segunda mano                                                                           | 1986-1987                     | Publicado en Comic Baku. Editado en inglés por Drawn & Quarterly en la recopilación Second Hand Love. |
| Yume no Maigo-tachi: Les Enfants Reveurs (夢の迷子たち)                                        | 1988-1990                     | con Yōko Isaka, publicado en Garo |
| Cielo azul                                                                                     | 1992–1993                     | Sigue la vida de una mujer y sus problemas tras su divorcio. |
| Otogizōshi (御伽草子)                                                                          | 1997                          | Adaptación en manga del cuento tradicional Otogizōshi. |
| Ai no Katachi (愛のかたち?)                                                                    | 2004                          | |